# مسافة بين نقطة ومستو
المسافة بين نقطة ومستو هي أقرب مسافة تفصل نقطة ومستو.
- إحداثيات النقطة (xA، yA، zA)
- معادلة المستوي (ax + by + cz + d)
- المسافة بينهما dA,D = | axA + byA + czA + d | / √a2 + b2 + c2

## المسافة الدنيا (أو القصوى) بين نقطة وسطح - في الهندسة الوصفية
قياس المسافة بين نقطة ب وسطح الفا يمكن أن تشمل الأسطح الدورانية (ربما متدهورة مثل السطح المستوي), مثلا السطح الكروي, الأسطواني, المخروطي, الطاري,... الخ.
على سبيل المثال المسافة الدنيا بين نقطة وسطح دائري تقاس كأقصر خط مار بالنقط وعمودي على هذا السطح.
مثلا الخط العمودي على كرة يمر بمركزها وبالنقطة المعطية.

## في طريقة مونج
في الإسقاطات المتعامدة (أو طريقة مونج), يمكن تحديد المسافة الدنيا بين نقطة ومستوى على الفور عندما تنتمي هذه المسافة إلى خط موازي لواحد من مستويات الإسقاط الرئيسية (شكل 1). أو عن طريق عمليات تطابق (أو انقلاب) عندما يكون المستوى حيث تنتمي المسافة غير موازي لأي مستوى إسقاط

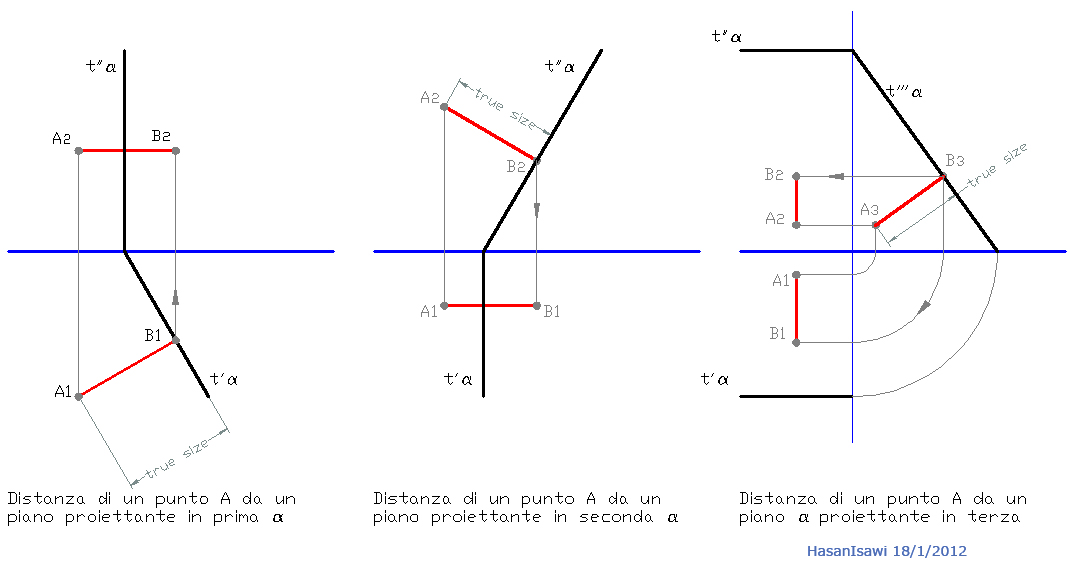
شكل: يتم تحديد المسافة الدنيا بين نقطة ومستوى بطريقة مباشرة في الحالات التي يكون فيها المستوى مودي على واحد من مستويات الإسقاط